# Wasbank
Wasbank – miasteczko w Republice Południowej Afryki, położone w prowincji KwaZulu-Natal, w dystrykcie Uthukela, w gminie Indaka której jest siedzibą administracyjną.
Położone jest nad rzeką Mkomazana. Wasbank znajduje się ok. 20 km na południe od Dundee.